# 太陽發電機
太陽發電機（英語：Solar dynamo）是太陽產生磁場的物理過程，它是用發電機理論的變體來解釋。太陽內部自然產生的發電機產生電流和磁場，遵循安培、法拉第和歐姆以及流體動力學定律，這些定律共同構成了磁流體動力學定律。太陽能發電機的詳細機制尚不清楚，是當前研究的主題。

## 機制
發電機將動能轉換成電磁能。一個導電的流體具有剪切或更複雜運動，如湍流，可通過楞次定律暫時放大磁場：流體相對於磁場的運動會在流體中產生電流，從而扭曲初始磁場。如果流體運動足够複雜，它可以維持自己的磁場，輔助流體放大基本上平衡了擴散或歐姆衰减。這種系統被稱為自我維持發電機。太陽是一個自我維持的發電機，它將太陽內部的對流運動和差異自轉轉化為電磁能。
目前，假設差旋層的幾何結構和寬度在太陽能發電機模型中起著重要作用，通過纏繞將較弱的極向和環形場場。然而，最近對較冷的恒星和棕矮星的電波觀測表明，儘管沒有恆星核心和差旋層，只有對流層，但它們維持著大規模的太陽強度磁場，並顯示出類似太陽的活動。這表明，僅僅只要有對流層，就有太陽發電機的功能。

## 太陽週期
太陽磁場最顯著的時間變化與準週期為11年的太陽週期有關，其特徵是太陽黑子數量和大小的新增和减少。太陽黑子是太陽光球上可見的暗斑，與磁場的濃度相對應。在一個典型的太陽極小期，很少或根本看不到太陽黑子。然後，黑子出現在太陽高緯度的地方，並隨著太陽週期向極大值推進，遵循史波勒定律，太陽黑子傾向於在更靠近太陽赤道的地方形成。
11年的太陽黑子週期是22年的巴布科-萊頓太陽發電機週期的一半，這相當於環形和極向太陽磁場之間的能量振盪交換。在太陽週期最大時，外部極向偶極磁場接近其發電機迴圈的最小强度，但通過差旋層內的差異旋轉產生的內部環形四極磁場接近其最大强度。在發電機週期的這一點上，對流層內的浮力上升流，迫使環形磁場通過光球層浮現，從而產生成對的太陽黑子，大致呈東西向排列，但磁場極性相反。太陽黑子對的磁極性在每個太陽週期都會發生變化，這種現象被稱為海爾週期。
在太陽週期的下降階段，能量從內部環形磁場轉移到外部極向磁場時，太陽黑子的數量減少。在太陽活動極小期，環形場的强度相對最小，太陽黑子相對較少，極向場的强度最大。在下一個週期中，差異旋轉將磁能從極向場轉換回環形場，其極性與上一個週期相反。這個過程持續不斷，在一個理想化的簡化場景中，每11年的太陽黑子週期對應於太陽大尺度磁場的極性變化。太陽活動的長極小值可能與太陽磁場的雙發電機波之間的相互作用有關，這是由波干擾的拍頻效應引起的。

## 研究
太陽發電機的詳細機制仍不清楚，並且仍是目前研究的主題。